# Volenice (okres Strakonice)
Volenice jsou obec v okrese Strakonice v Jihočeském kraji. Žije zde 582 obyvatel.

## Geografie
Obec se nachází v nadmořské výšce 468 metrů. Geografické prostředí se vyznačuje tím, že se zde sbíhají první výběžky Šumavského podhůří nad Pootavským alem. Geografická poloha zde podmínila vznik velmi členitého reliéfu s hlubokými údolími vodních toků (jedná se pouze o malé potoky, přítoky Otavy).
Geologický podklad tvoří magmatizované ruly, které pochází z nejstarší části Českého masivu. V okolí Volenic vystupuje granodiorit – světle šedá hlubinná magmatická hornina. V severovýchodní části území, blíže k řece Otavě, je horninový podklad překryt čtvrtohorními říčními písky a štěrkopísky. V území severozápadních Volenic se vyskytují naváté sprašné hlíny. Půdy na těchto matečných podkladech jsou středně těžké, písčitohlinité a hlinité, hluboké a středně hluboké a snadno zpracovatelné. Podle typové klasifikace jde o půdy podzolové- kambizemě nižších poloh.

### Podnební charakteristika
- průměrná roční teplota vzduchu : 7 °C
- průměrná teplota vzduchu v lednu : -2, -3 °C
- průměrná teplota vzduchu v červenci : 17 °C
- roční úhrn srážek : 600–650 milimetrů
- průměrná maximální výška sněhu : 30–50 centimetrů
- dny se sněhovou přikrývkou : 50-69

### Rostlinstvo a živočišstvo
Na území Volenicka se nachází pouze typická hercynská květena a dubovo-bukové lesy. Ze zvířat se zde vyskytují všechny středoevropské druhy, které žijí na polích, v malých listnatých a smíšených lesích (velké lesní komplexy se zde nenacházejí).

## Historie

### Nejstarší období
Podle knihy archeologa Dubského bylo území, kde se obec nachází, osídleno již v mladší době slovanské. Starší osídlení dokládá i nález ze 16. dubna 1924, kdy tehdejší starosta Šiška nalezl v prastaré studánce na louce v trati U Dubu dvě historické nádobky. První nádobka je miska vyrobená z hnědočervené hlíny, vysoká 7,3 centimetru, na výduti zdobená řádkou vrypů. Druhá nádobka je štíhlá láhev se zúženým hrdlem z hrubé šedé hlíny, vysoká 10,5 centimetru, nepravidelně formovaná. Nádoby také mohou pocházet z doby stěhování národů nebo ze 13. století. Obě byly darovány muzeu v Českých Budějovicích.

### Středověk
První písemná zmínka o obci pochází z roku 1227. V této době obec s významným poutním kostelem patřila klášteru svatému Jiří v Praze a historická listina dokazuje, že mu musela platit desátek. Předpokládá se však, že vesnice vznikla v 10. století a podle profesora Antonína Profouse pochází název z osobního jména Volen - ves lidí Volenových. Později ves drželi různí šlechtici:
- Sezem a Protiva z Frymburka (před rokem 1384)
- Stach z Bubna, Václav Racek z Bubna a Werlýchové z Bubna
- Jiří z Poděbrad (roku 1456 koupil za 250 kop českých)
- Vilém z Rožmberka (roku 1463 je mu obec zastavena králem) a jeho potomci Švihovští sídlící na Rabí
- Kocové z Dobrše (od roku 1532)

### 18. a 19. století
Panský dvůr zde existoval až do roku 1786. Tehdy byl zrušen a jeho pozemky rozděleny. Ve druhé polovině 19. století zanikly feudální vztahy definitivně a obec byla přičleněna k politickému okresu Strakonice, kam patří dodnes.

### 20. století
Za první světové války bylo z vesnických mužů do rakousko-uherského vojska povoláno 140 vojáků, z nichž jich 21 zemřelo a dnes je připomíná památník na návsi. V roce 1920 byla poprvé otevřena veřejná knihovna. Roku 1922 byl odhalen památník obětem I. světové války. V roce 1926 si místní učitel ve výslužbě Karel Hajský koupil první rozhlasový přijímač. V roce 1927 se o Vánocích rozsvítila první elektrická žárovka ve Volenicích. Dne 23. července 1930 byl založen volenický Sokol a prvním jeho starostou se stal Josef Staněk. V roce 1935 už v obci fungovalo dvacet tři rozhlasových přijímačů a roku 1936 si četnická stanice pořídila první telefon, druhým majitelem telefonu se stal obchod Josefa Diviše.
V kronice obce Volenice jsou zapsány zprávy o tom, že 18. ledna 1943 bylo sedm volenických Židů odvezeno do koncentračního tábora v Terezíně. Další záznam ukazuje, že 8. dubna 1944 byli gestapem zatčeni voleničtí občané Tomáš Strejc a Václav Sýkora. Poslední důležitou událostí druhé světové války se stala cesta vlaku, který vezl vězně z Osvětimi – transportu smrti. Před stanicí Katovice byl vlak 20. dubna 1945 napaden americkými stíhacími letouny (tzv. hloubkaři). Polští vězni v předpokladu, že se jedná o polské Katowice, využili zmatku a uprchli spolu s vězni jiných národností do lesů u Katovic. Cestou byli pronásledováni příslušníky SS, kteří transport doprovázeli, a u Novosedel jich bylo sedm zastřeleno (další čtyři u Katovic). Zastřelení vězni (mezi nimi byl i jeden Čech) byli pohřbeni na místním hřbitově a zbylí uprchlíci byli ukrýváni na půdách statků, kde je voleničtí občané živili. Po čase byla mrtvá těla exhumována a převezena do Prahy, ve Volenicích je jejich památka každoročně připomínána. V roce 1945 bylo ve Volenicích ubytováno celkem 150 amerických vojáků.

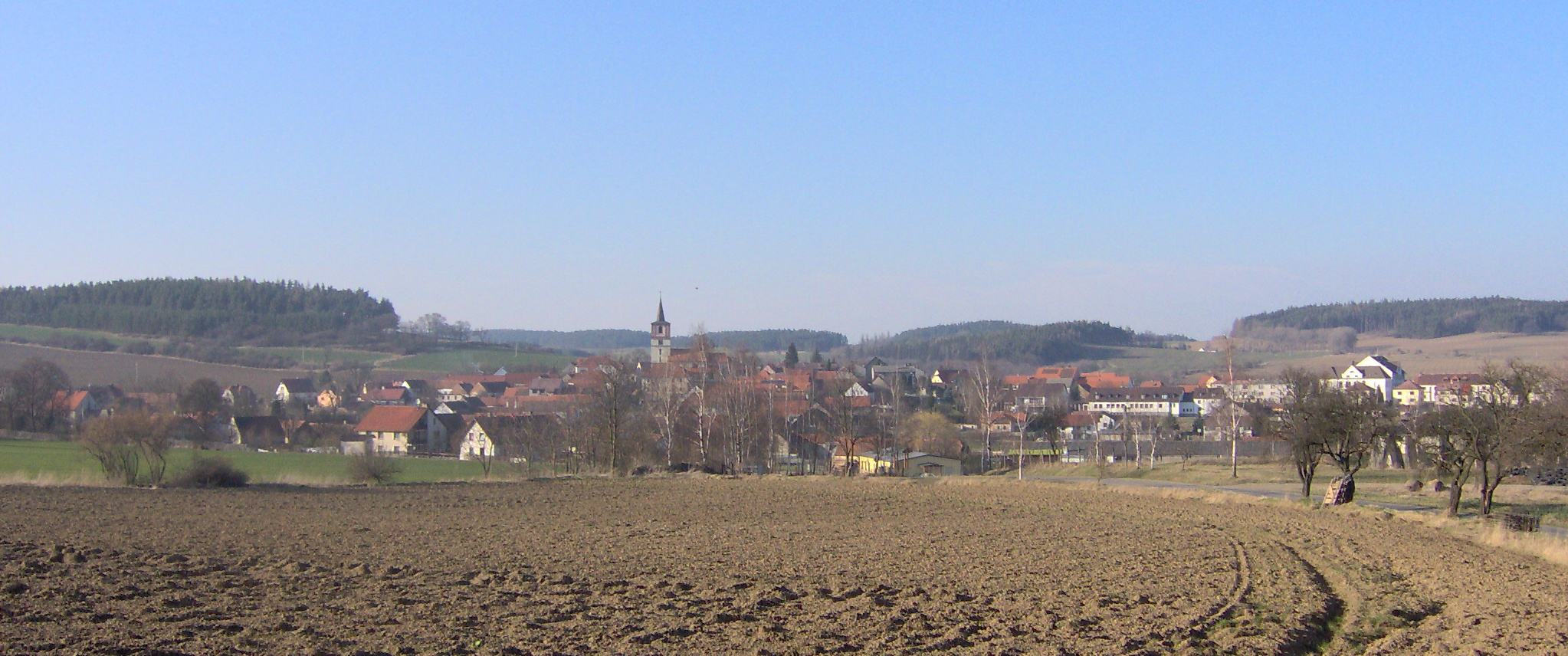
Pohled na Volenice ze silnice na Tažovice

Roku 1946 se konaly volby do Národního shromáždění: vyhráli komunisté se 198 hlasy, lidovci získali 97 hlasů, sociální demokraté 29 a národní socialisté 46. Dne 28. srpna 1947 proběhlo historicky první hlášení místního rozhlasu. V roce 1950 se z Volenic do Katovic přestěhovala četnická stanice a roku 1969 proběhlo první promítání kina ve Volenicích. Roku 1972 vlastnili voleničtí obyvatelé už 20 automobilů, 28 motocyklů, v obci byla také požární zbrojnice a koupaliště. V roce 1983 byl dokončen vodojem Na Vinici a 1989 také čistička odpadních vod.

## Obyvatelstvo
| Rok            | 1869  | 1880  | 1890  | 1900  | 1910  | 1921  | 1930  | 1950 | 1961 | 1970 | 1980 | 1991 | 2001 | 2011 | 2021 |
| -------------- | ----- | ----- | ----- | ----- | ----- | ----- | ----- | ---- | ---- | ---- | ---- | ---- | ---- | ---- | ---- |
| Počet obyvatel | 1 466 | 1 430 | 1 430 | 1 312 | 1 302 | 1 290 | 1 265 | 914  | 850  | 727  | 676  | 606  | 553  | 515  | 538  |
| Počet domů     | 197   | 201   | 199   | 203   | 211   | 213   | 227   | 237  | 217  | 202  | 177  | 216  | 244  | 245  | 260  |

## Obecní správa

### Části obce
- Volenice
- Ohrazenice
- Tažovice
- Tažovická Lhota
- Vojnice

Od 1. ledna 1974 do 23. listopadu 1990 k obci patřily i Krejnice (Krejnice se, již bez Vojnic, opět osamostatnily k 24. listopadu 1990), od 1. ledna 1976 do 23. listopadu 1990 Kalenice, od 1. dubna 1976 do 23. listopadu 1990 Štěchovice a od 1. dubna 1976 do 31. prosince 1991 také Kladruby.

### Obecní symboly
Znak a vlajka byly obci uděleny rozhodnutím předsedy Poslanecké sněmovny Parlamentu České republiky dne 5. dubna 2017.

## Škola

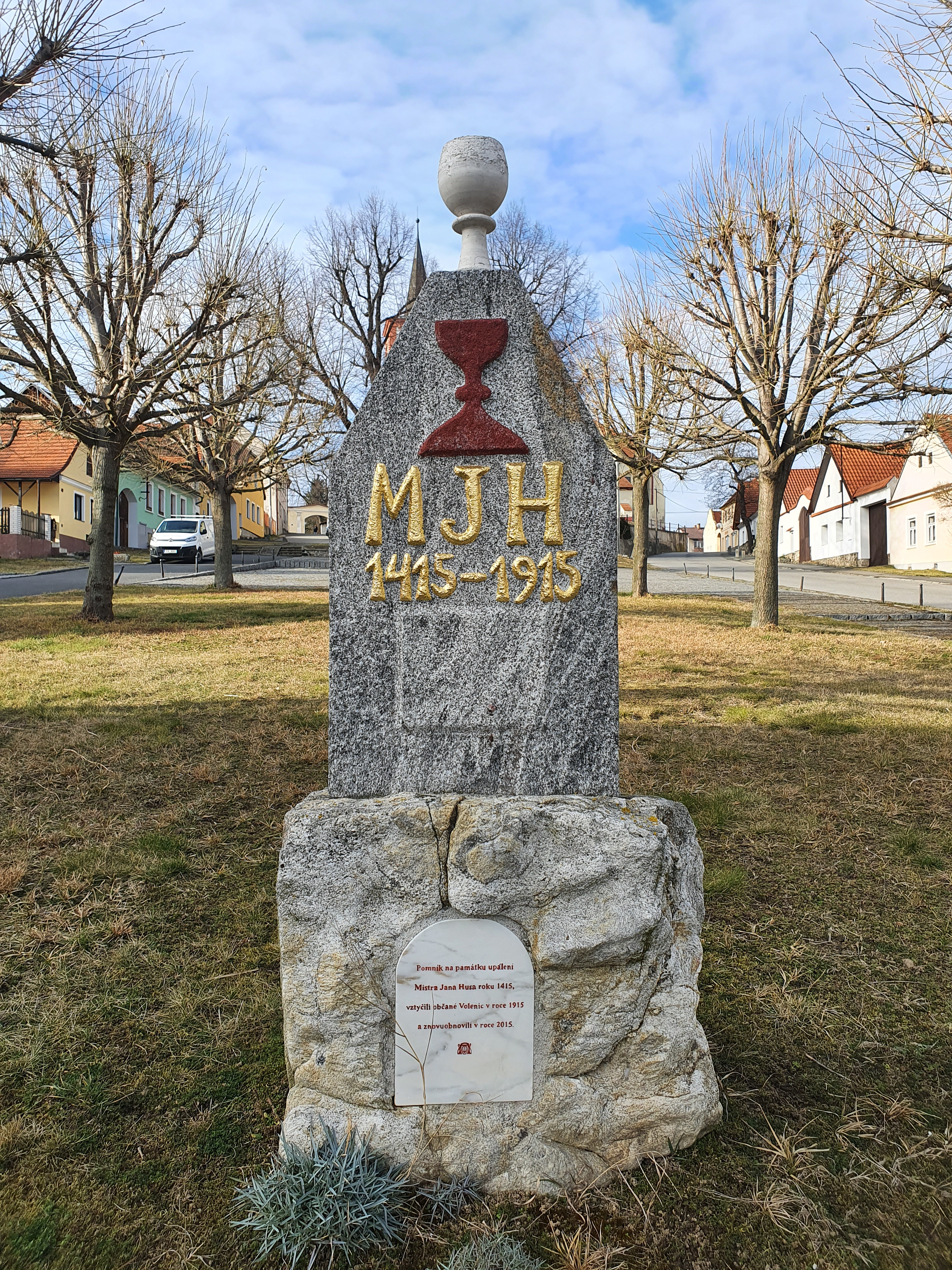
Pomník Jana Husa

První škola ve Volenicích vznikla ve 14. století při kostele svatého Petra a Pavla. První školní budovu dal vystavět Jan Markvart Koc z Dobrše v roce 1635. Jednalo o budovu dřevěnou, krytou šindelem. Na konci 18. století byl jako škola pronajat sál hostince Františka Benady. Takto byl využíván do roku 1809, kdy byla postavena obecná škola u kostela čp. 3. Do roku 1818 byla jednotřídní, dalších 60 let dvojtřídka a 14. března 1878 byla slavnostně otevřena třetí třída pro celkem 336 dětí z Volenic a okolí. V roce 1924 chodilo do této školy 403 žáků, z nichž 376 bylo římsko-katolického vyznání, 21 se hlásilo k Československé církvi husitské, 2 byli Židé a 4 ateisté.
Na jaře roku 1926 začaly stavební práce a 5. února 1927 byla otevřena měšťanská škola čp. 112, obecná škola zůstala v čp. 3. Náklady na novou stavbu dosáhly výše 350 000 Kč. V roce 1985 byly zahájeny projekční práce architekty Františkem Cíchou a Ludvíkem Králem a v říjnu 1991 byla budova čp. 112 rozšířena, veškerá výuka se přesunula tam a obecná škola v čp. 3 byla zrušena.

## Hospodářství

### Zemědělství
Na Volenicku se dnes pěstují brambory, pšenice, ječmen, žito a řepka olejka. Pole zde dnes převažují nad kulturními lesy. V roce 1906 byl otevřen hospodářský kurz pro zemědělský dorost.
V roce 1929 se k družstvu dobrovolně připojila část rolníků. 20. ledna 1949 byl ustanoven případný výbor jednotného zemědělského družstva. Předsedou se stal pan František Masopust. Při sčítání lidu bylo k 1. březnu 1950 napočítáno v obci 92 zemědělských podniků, 47 ovcí, 72 koz, 1498 slepic, 96 husí. 29 kachen, 4 krůty, 61 koní, 483 krav, 257 vepřů a 35 včelstev.
První JZD vlastnilo 35,5 hektaru půdy a bylo v něm zaměstnáno 25 lidí. Mnoho lidí odmítlo do družstva vstoupit a následně byly tito lidé perzekvováni. V roce 1953 již vlastnilo 70 kusů dobytka, 180 ha půdy a mělo 30 členů. V roce 1973 se JZD Volenice rozrostlo sloučením s JZD Vojnice. V roce 1980 už mělo družstvo 282 členů a vlastnilo 1686 ha půdy. V roce 1976 získala dojička krav Růžena Kompitová státní vyznamenání za vynikající práci. Při posledním sloučení 11. prosince 1986 s okolními družstvy vlastnilo JZD 2962 ha.

### Průmysl
Ve volenickém okolí byly v 19. století prováděny pokusy o těžbu grafitu z grafických rul. Zbytky hornických prací jsou dnes patrné v oblastech „Na Americe“ a „Na Vinicích“, kde těžba probíhala ještě v roce 1881. Práce však byly z ekonomických důvodů zastaveny. Ke skutečné těžbě grafitu došlo jen na Kněží hoře u Katovic v letech 1913–1922.

### Služby
Pošta byla zřízena v roce 1872. Prvním poštmistrem byl Jan Benada. První pošta se nacházela v č.p. 43. V pamětní síni obecního úřadu Volenice jsou zachovány lyže z 20. let 20. století, na nichž poštmistr v zimě objížděl Volenice a přilehlé obce, aby doručil zásilky. V roce 1922 bylo v obci osm obchodů, čtyři hostince, dva řezníci, tři kováři, mlýn, dva pekaři a cihelna.
Ve Volenicích se nachází zdravotní oddělení pro dospělé, oddělení pro děti a zubní oddělení. Od roku 1997 je zdravotnické zařízení přestěhováno z čp. 111 do čp. 41, do zrekonstruované budovy bývalé mateřské školy.

## Pamětihodnosti

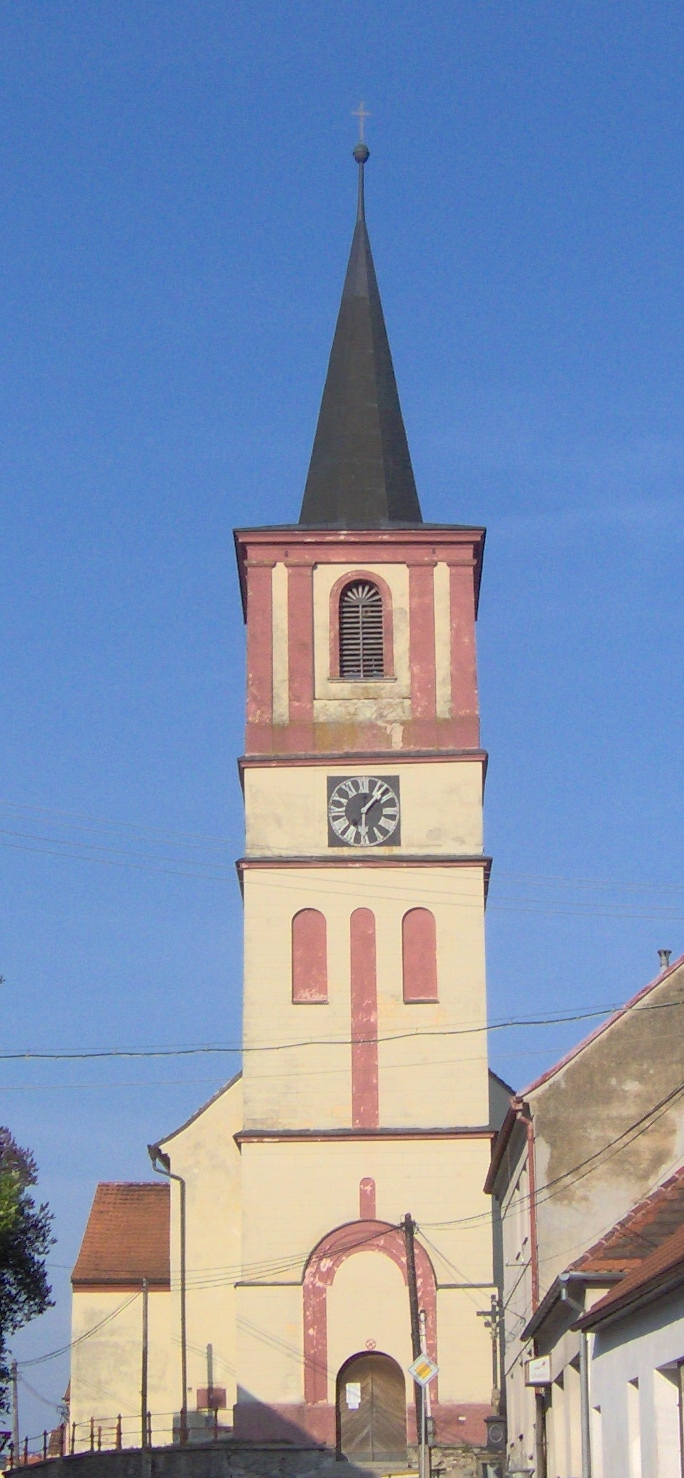
Kostel svatých Petra a Pavla ve Volenicích.

### Kostel svatých Petra a Pavla
Původně pozdně románský kostel sv. Petra a Pavla z let 1230–1240 byl v důsledku četných požárů goticky, renesančně a barokně přestavován. Z původní románské podoby se dochovalo zdivo hlavní lodi a kamenný portál v kobce na jižní straně. V západním a východním svorníku kostela je vytesán erb Koců z Dobrše, kteří v kostele mají rodovou hrobku. V roce 1715 byla přistavěna barokní věž. V roce 1909 byl kostel kompletně opraven podle návrhů Kamila Hilberta.
Volenický kostel je dodnes významným poutním místem a každoročně 29. června se zde koná pouť.

### Fara

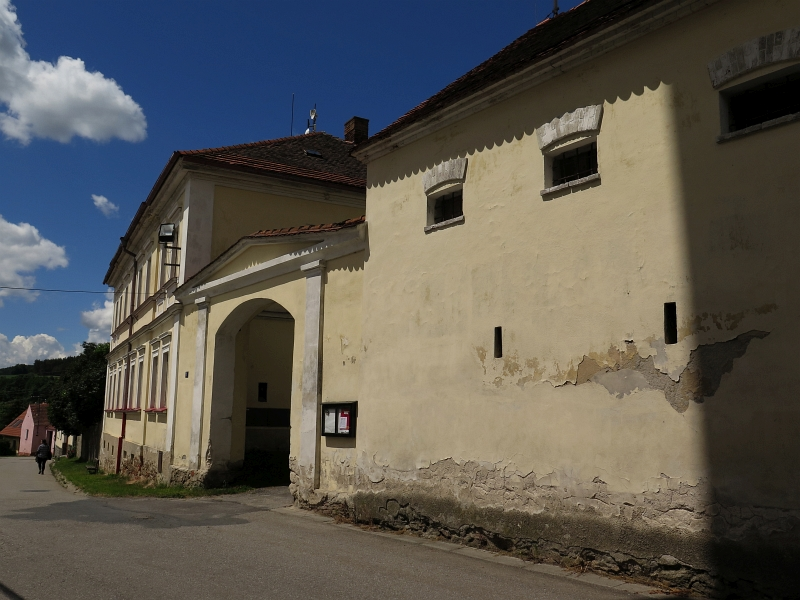
budova fary

K samotné budově kostela patří také Volenická fara. První záznamy o ní pochází z roku 1344. V roce 1730 už k Volenické faře patřilo celkem 1760 lidí. V roce 1760 byla při požáru zničena původní budova, farní kronika a nejstarší farní matrika. Ještě téhož roku byla opravena do původního stavu. V roce 1919 byla farnost povýšena na děkanství.

### Další památky
Mezi ostatní památkově chráněné objekty patří usedlosti čp. 7, 9 a 18 v lidovém baroku. Dále společný hrob obětí transportu smrti ze druhé světové války. Další objekty památkového zájmu jsou budova čp. 89, dále boží muka při cestě k Tažovicům, kamenný kříž u silnice do Štěchovic a sloup svatého Vavřince na návsi.

## Rodáci
- Jan Hromádka (1886–1968), český geograf a vysokoškolský pedagog